# Serpent (musique)
Pour les articles homonymes, voir Serpent (homonymie).
Le serpent est un instrument à vent grave, à perce conique et dont l'embouchure est appelée « bouquin ». Bien qu'il soit en bois recouvert de cuir, il fait partie de la famille des cuivres, en raison de son procédé d'émission du son : le musicien fait vibrer ses lèvres dans cette embouchure, comparable à celle des cuivres actuels et de taille proche de celle du trombone. Il dérive peut être de la basse du cornet à bouquin, instrument connu dès le XVe siècle, mais est bien un instrument différent : il ne comporte que 6 trous d'harmonie, là où le cornet à bouquin en comporte un septième du côté opposé ; sa perce est aussi plus large ; et enfin le cornet a une forme hexagonale.
L'instrument présente une forme serpentine, particularité qui lui a donné son nom. Il est percé de six trous, ce qui permet de jouer toute l'échelle chromatique dans un registre proche de la voix de baryton (située entre le ténor et la basse). Il comporte, à son extrémité, un bocal métallique (ou branche d'embouchure), sur lequel s'adapte l'embouchure souvent faite en ivoire ou en corne.
Dans un grand espace comme celui d'une église, son timbre se marie merveilleusement avec la voix humaine, qu'il amplifie.
En tant que basse d'un ensemble instrumental, il peut, dans une certaine mesure, être considéré comme l'ancêtre du tuba.

## Histoire

### Origines

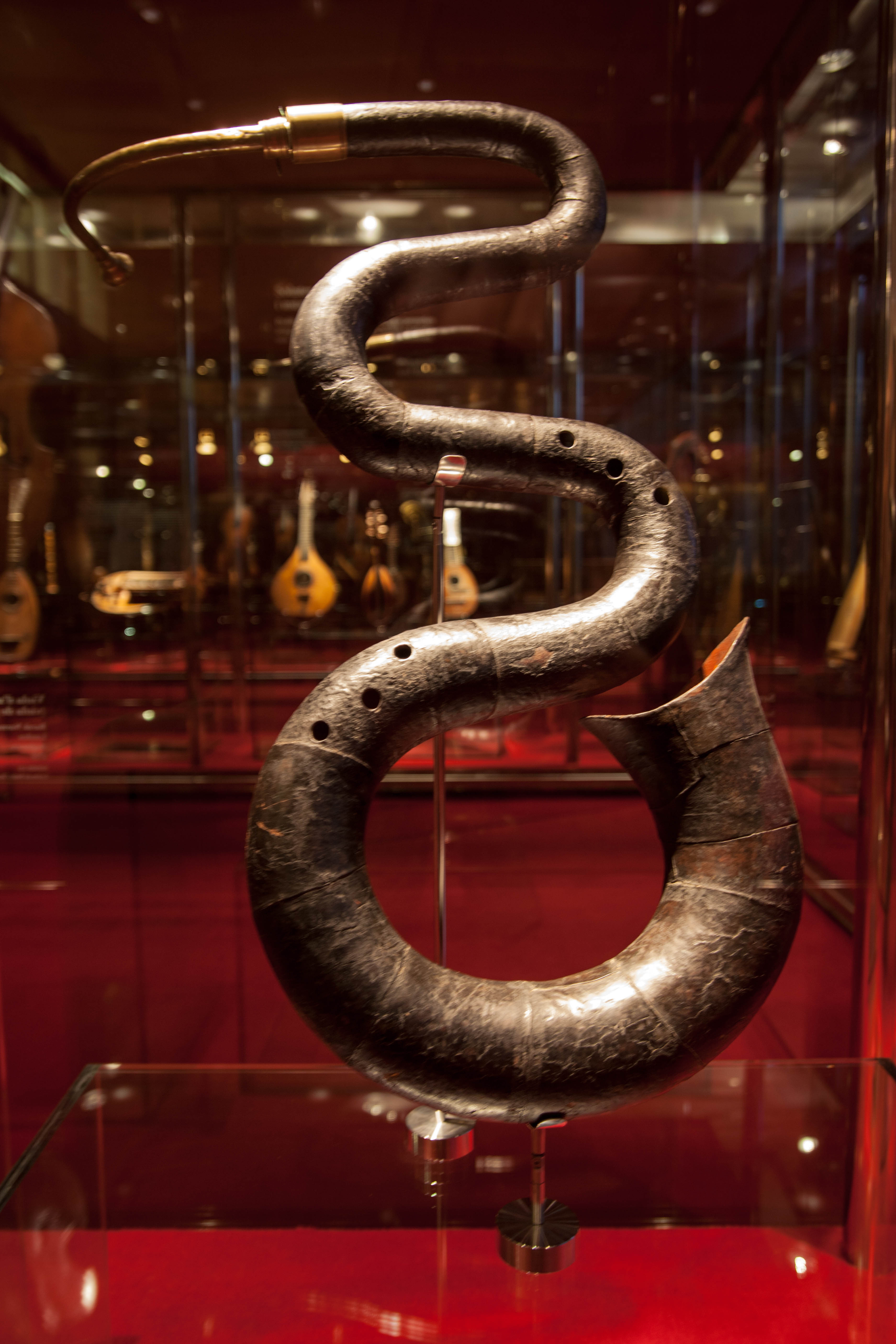
Serpent, au Museu de la Música de Barcelona.

Dans ses Mémoires concernant l’Histoire ecclésiastique et civile d'Auxerre (1743), seul écrit connu proposant une date précise d'invention du serpent, l'abbé Jean Lebeuf (1687-1760) attribue l'invention du serpent à un chanoine d'Auxerre, Edmé Guillaume. Il date cette invention de 1590. L'auteur ne cite malheureusement aucune source. L'origine du serpent reste, en l'absence de documents précis, difficile à définir. Vers 1641, à la cathédrale d'Orléans, le « sonneur de serpent » était « M[aîtr]e Henri Malis, choriste ». Dans Histoire d'une église : Monographie Historique et descriptive de l'Église Bénédictine de Saint-Seine-l'Abbaye, par Henri Chabeuf, le serpent est cité, à propos de la cérémonie des 5 et 6 septembre 1650, au cours de laquelle les reliques de Saint-Seine furent transférées dans une nouvelle chasse. Il est dit alors : « La musique de la Sainte Chapelle de Dijon, composée de seize voix, deux serpents et un cornet, était placée sur le jubé », etc. Des joueurs de serpent sont mentionnés ici ou là dans le personnel des maîtrises ; parfois ceux-ci sont aussi chantres, comme c'est le cas pour Pierre Laurent à la Chapelle royale.
Le serpent a longtemps accompagné le chant liturgique et le chœur dont il renforçait la partie grave lors des offices religieux,. Il fut donc, pendant plus de deux siècles, essentiellement voué au soutien des formations vocales religieuses. Pour cela, il restera un des instruments principaux à l'église jusque vers 1830, époque où il fut petit à petit remplacé par d'autres instruments, d'abord par l'ophicléide puis par l'orgue (jusqu'au milieu du XIXe siècle et au-delà, l'orgue n'accompagnait pas le chant mais dialoguait avec lui ou jouait seul).
Dès le XVIIIe siècle, le serpent connaît, en parallèle à cette fonction religieuse, une utilisation toute différente au sein des musiques militaires. Il va devenir un des instruments principaux de ces formations proches de l'orchestre d'harmonie actuel. Cette nouvelle fonction induit une évolution technique de l'instrument. Sa forme change pour permettre une meilleure prise en main lors des défilés à pieds ou pour jouer à cheval. L'ajout de clés permet une meilleure intonation (une meilleure justesse puisque les trous sont alors placés dans des endroits difficiles d'accès) et une plus grande virtuosité. De très nombreuses œuvres sont écrites pour le serpent en tant qu'instrument militaire.
Au XIXe siècle le serpent est également utilisé dans l'orchestre symphonique. Ce nouvel emploi est souvent lié à la forte charge symbolique religieuse de l'instrument ; Mendelssohn lui confie ainsi une partie dans l'orchestre de son oratorio Paulus ; Berlioz, très injustement critique pour les qualités intrinsèques d'un instrument déjà en perte de vitesse, l'utilise de manière caricaturale dans le Songe d'une Nuit du Sabbat de sa Symphonie fantastique (1830), mouvement où il reprend le motif musical du Dies iræ liturgique. Cette symphonie, composée dans les derniers mois du règne de Charles X de France et la même année où fut jouée Hernani de Victor Hugo, est considérée comme le manifeste musical du mouvement romantique.
En Bretagne et en Normandie, le serpent est utilisé dans quelques églises jusqu'à la Première Guerre mondiale. Guy de Maupassant le cite dans sa nouvelle La Maison Tellier (1881) lors de la scène de la messe de communion.

### Aujourd'hui
Après un abandon progressif dès le milieu du XIXe siècle, le serpent est redécouvert vers les années 1980, tout d'abord en Grande-Bretagne par Christopher Monk, qui est le premier à fabriquer des serpents sur un modèle du facteur français Baudoin. En France, ce sont Bernard Fourtet puis Michel Godard qui le réintroduisent dans la musique ancienne et, ensuite, dans le jazz. Il apparaît également dans le clip de Frontier Psychiatrist de The Avalanches. Les principaux spécialistes du serpent en France sont Michel Godard, Patrick Wibart et Volny Hostiou.
Dans la tradition de Berlioz, Bernard Herrmann, compositeur principalement connu pour avoir été lié au réalisateur Alfred Hitchcock, emploie cet instrument dans la musique des films La Sorcière blanche (1953) et Voyage au centre de la Terre d'Henry Levin (1959).
Dans le cadre de la réhabilitation du serpent, un colloque — intitulé « Le Serpent sans sornettes » — a lieu les 6 et 7 septembre 2011, aux Invalides, à Paris,.
Luigi Morleo compose en 2012 Diversità: NO LIMIT, concerto pour serpent et orchestre à cordes, création mondiale au conservatoire de musique Nino Rota de Monopoli (Ba) en Italie.
L'orchestre national de Lille a enregistré en 2019 Adh Dhohr, concerto pour serpent et orchestre symphonique du compositeur Benjamin Attahir pour le label Alpha avec le soliste Patrick Wibart. Ce concerto fut nommé aux Victoires de la musique 2019 dans la catégorie compositeur.

## Discographie
- Michel Godard, Le Chant du Serpent, Label La Lichère (LLL 37), Night and Day Distribution
- Michel Godard (serpent et tuba) et le chœur des moines de l'abbaye de Ligugé, Répons, Studio SM (D2490), 1995
- Patrick Wibart, Adh Dhohr, concerto pour serpent et orchestre, Benjamin Attahir, orchestre national de Lille - Label Alpha, Outhere 2019
- Volny Hostiou, Le Serpent imaginaire, Hybrid'music 2012